# 黄母衣衆
黄母衣衆（きぼろしゅう）は、豊臣秀吉が馬廻から選抜した武者で、武者揃えの際に名誉となる黄色の母衣指物の着用を許された者。織田信長が近習の使番から精鋭として黒母衣衆と赤母衣衆を選んだことに倣ったといわれる。
着用を許された武将の一覧は、小瀬甫庵の『甫庵太閤記』の22巻末と、山鹿素行の『武家事紀』の14巻末にある。秀吉は、黄母衣衆の他に赤母衣衆も選び、黄母衣衆の何名かは後に赤母衣衆や腰母衣衆や大母衣衆となったと記されている。また、太田牛一の『大かうさまくんきのうち』（太閤様軍記の内）には朝鮮出兵の際の御母衣衆として同様に列記しているのでこれも記すが、母衣の種類は不明。

## 黄母衣衆

### 『甫庵太閤記』
黄母衣衆（24名）
1. 戸田民部少輔　（勝隆）
2. 三好丹後守[1]　（房一）
3. 井上忠右衛門尉　（道勝）
4. 津田与左衛門尉 　（信任）
5. 郡主馬正　 (宗保)
6. 松原五郎兵衛尉[2]
7. 野々村伊予守[3]　(雅春)
8. 長原雲沢軒[4]
9. 尾藤甚右衛門尉[5]　 (知宣)
10. 青木民部大輔　（一重）
11. 伊東丹後守[5]　(長次/長実)
12. 毛利壱岐守（吉成/勝信）
13. 一柳右近大夫[6]
14. 速水甲斐守　(守久)
15. 赤美平七郎[2]
16. 中島式部少輔　（氏種）
17. 服部采女正　（一忠）
18. 山田久三郎[7]
19. 荒川助八郎[8]
20. 山田忠兵衛尉[2]
21. 長坂三十郎[8]
22. 近藤九介[2]
23. 伊木七郎右衛門尉　（遠雄）
24. 石尾下野守[9]　 (治一)

### 『武家事紀』
長浜時代の黄母衣（7名）
1. 尾藤甚右衛門尉[5]　 (知宣)
2. 大塩金右衛門尉　 (正貞)
3. 一柳市介　（直末）
4. 神子田半左衛門尉[10]　（正治）
5. 中西弥五作[11]　（守之）
6. 一柳弥三右衛門尉[6]
7. 小野木清次郎[5]　（重次/公郷）

治世以後の黄母衣（22名）
1. 伊東丹後守[5]　(長次/長実)
2. 堀田図書[12]　（盛重）
3. 速水甲斐守　(守久)
4. 野々村伊予守[3]　(雅春)
5. 服部采女　（一忠）
6. 荒川助八[8]
7. 荒川忠兵衛尉[2]
8. 川尻九兵衛尉[2]
9. 石尾下総守[13]
10. 森惣兵衛尉　（勝也/可政)
11. 郡主馬正　 (宗保)
12. 松原五郎兵衛尉[2]
13. 伊木半七　（遠雄）
14. 中江為則[2]
15. 長原次郎兵衛尉[4]
16. 青山修理亮　（宗勝）
17. 青山雲宅[2]
18. 長坂三十郎[8]
19. 井上忠右衛門尉　（道勝）
20. 佐々孫十郎[8]
21. 三好新右衛門尉[1]　（房一）
22. 兼松又四郎　（正吉）

秀吉の赤母衣衆（4名）
- 分部左京亮　（光嘉/昌寿）
- 三好新右衛門尉
- 斎村左兵衛尉　（政広）
- 長谷川甚兵衛尉　（重成）

### 『太閤様軍記の内』
御母衣衆（18名）
1. 伊東丹後守[5]　(長次/長実)
2. 平塚三郎兵衛[2][14]
3. 河井九兵衛尉[15]
4. 三好新右衛門[1]　（房一）
5. 毛利孫一[2]
6. 速水甲斐守　(守久)
7. 佐久間小十郎[2]
8. 松原五郎兵衛[2]
9. 中原飛騨守[2]
10. 青木所右衛門（一重）
11. 長坂三十郎[8]
12. 伊木半七（遠雄）
13. 荒川助八[8]
14. 石尾与兵衛[9]　（治一）
15. 永井平右衛門[2]
16. 郡十右衛門　 (宗保)
17. 長束二郎兵衛[16]
18. 野々村次兵衛[17]

### その他
黄母衣衆
- 友松盛保
- 猪子一時[18]

腰母衣衆
- 伊東祐時（伊藤掃部助祐時[19]）
- 岩間段助（段介）
- 斎藤宮内少輔
- 伊東長久